# Công lục Đông Dương
Công lục Đông Dương (Danh pháp khoa học: Pavo muticus imperator) là một trong ba phân loài của loài công lục hay công Java (Pavo muticus), phân bố ở Đông Nam Á và tỉnh Vân Nam. Đây là loài chim hoang dã có bộ lông sặc sỡ lại múa đẹp, dễ nuôi và càng phổ biến, người ta nuôi chim công để thưởng ngoạn. Chúng là biểu tượng cho sự quyền quý. Có đề xuất cho rằng những con công ở Việt Nam nên được coi là một phân loài riêng Pavo muticus annamensis vì phạm vi phổ biến của chúng ở Đông Dương.
Chim Công ở Việt Nam hiện được cho là có nguồn gốc, xuất xứ lâu đời từ Trung Quốc, chúng còn được gọi là hay còn gọi là công Trung Quốc hoặc công má vàng, hay công xanh Việt Nam hay công Việt Nam (vì Việt Nam chỉ có phân loài này) hoặc công nội (để phân biệt với các giống chim công nhập ngoại từ Ấn Độ) hay còn gọi đơn giản là chim công, khổng tước, công má vàng, công lục. Chim công Việt Nam đang nằm trong Sách đỏ, thuộc nhóm 1B, thuộc diện rất quý hiếm. 

## Tổng quan

### Phân bố
Phân loài này được tìm thấy từ phía đông Myanmar đến Thái Lan, tỉnh Vân Nam, nam Trung Quốc và Đông Dương, phân loài này là phổ biến nhất và có sự phân bố rộng nhất ở khu vực Đông Dương và nam Trung Quốc, phạm vi trước đây của nó có thể mở rộng đến Ma Cao và Hải Nam. Tại Thái Lan, nó hiện đang giới hạn ở các lưu vực sông Nan, Yom, Eng và Ping ở miền Bắc Thái Lan và các lưu vực Huai Kha Khaeng và Mae Klong ở tây Thái Lan.
Ở Việt Nam chúng phân bố ở chủ yếu ở Nam Trung Bộ và Vườn quốc gia Cát Tiên với số lượng rất ít ỏi dù trước kia nó từng sống ở hầu hết các cánh rừng cả nước, chúng có thể đã tuyệt chủng ở phần phía bắc của đất nước. Hiện nay, trong tự nhiên, chim công Việt Nam hiện nay phân bố chủ yếu ở Nam Trung Bộ và Vườn quốc gia Cát Tiên, dân số lớn cuối cùng của nó được giới hạn ở phía đông nam tại Vườn quốc gia Cát Tiên.

### Phân loại

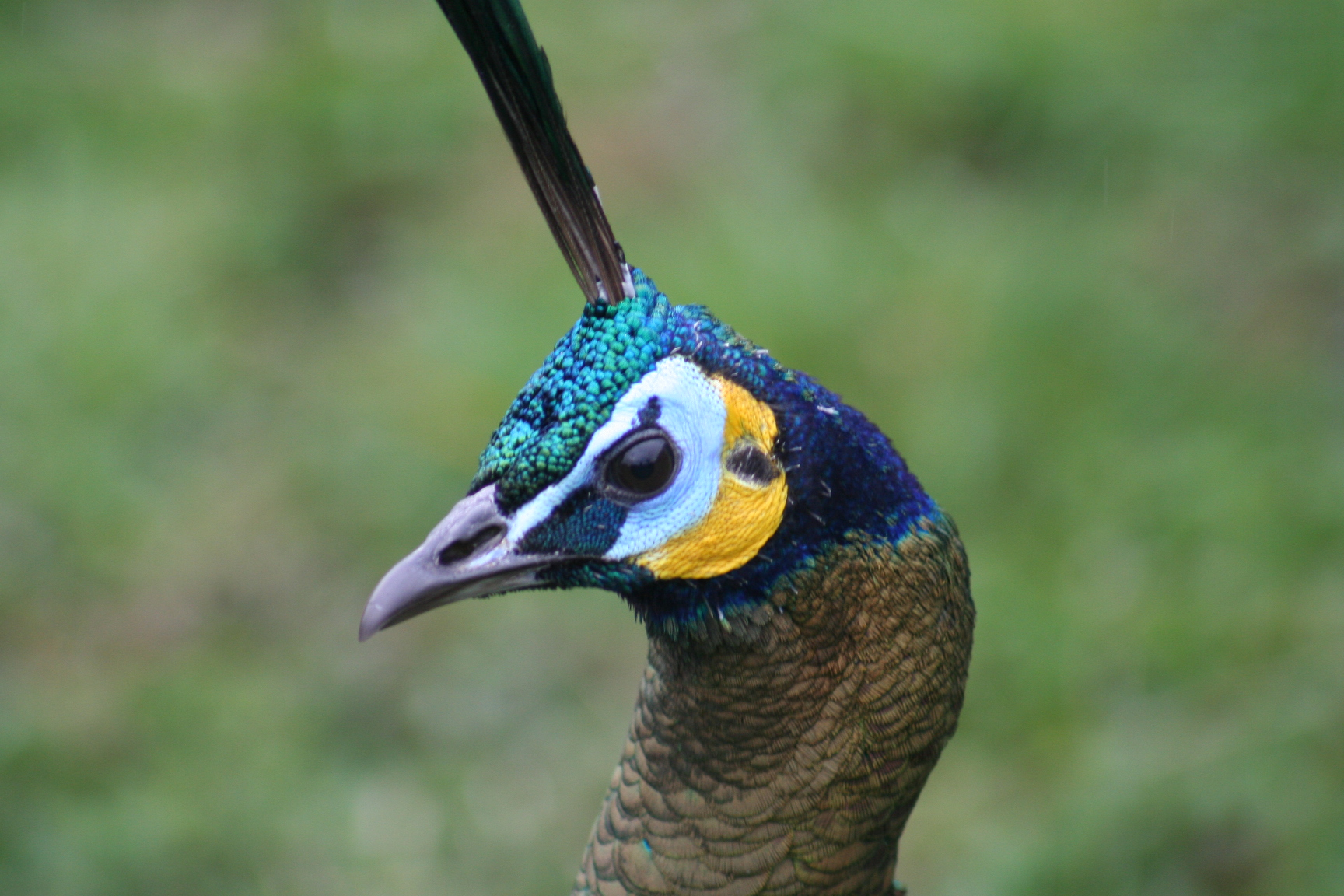
Phân loài Imperator

Đây là một hình thái thứ ba của công Java đã được mô tả vào năm 1949 bởi ông Jean Delacour, với pháp danh ba phần là imperator, mẫu vật được tìm thấy ở Đông Dương (Ấn Độ-Trung Quốc). Từ đề xuất của một đại lý chim ở Hồng Kông, Delacour kết luận đã có ba nòi phụ loài của Công Java. Delacour cũng bác bỏ một số mẫu vật khác thường là biến thể cá thể (bao gồm cả các mẫu vật kiểu cho imperator có nguồn gốc từ Bolaven, Lào), và tuyên bố nghiên cứu thêm là cần thiết để thiết lập các nguyên tắc phân loại của công Java. Một vài nghiên cứu đã được tiến hành để chứng minh phân loại mông trắng, mặc dù nó được chấp nhận bởi gần như tất cả các cơ quan. Một số tác giả đã cho rằng nông dân tìm thấy ở Vân Nam (mà theo truyền thống được phân loại là imperator), có thể là chủng tộc khác.
Các tác giả của một nghiên cứu ở Trung Quốc xác định giai đoạn phân kỳ giữa Công Java và Ấn Độ là 3 triệu năm. Trong nghiên cứu này, họ cũng lưu ý dường như có hai kiểu hình khác nhau của Công Java ở Vân Nam cần được phân loại như là phân loài khác biệt. Mặc dù nghiên cứu của Ettore Randi cho rằng Công Java ở Malaysia là những phân loài giống như muticus muticus còn tồn tại của Java, một số tác giả đã đề nghị coi hai dân số là khác biệt. Do phạm vi rộng lớn imperator ở Đông Dương, phân loài khác trong phạm vi của nó cũng đã được đề xuất, đặc biệt là annamensis của khu vực Đông Nam Á (bao gồm các mẫu vật Bolaven nói trên) và yunnanensis của Vân Nam (công Vân Nam hay công Trung Quốc.

## Đặc điểm

### Bề ngoài

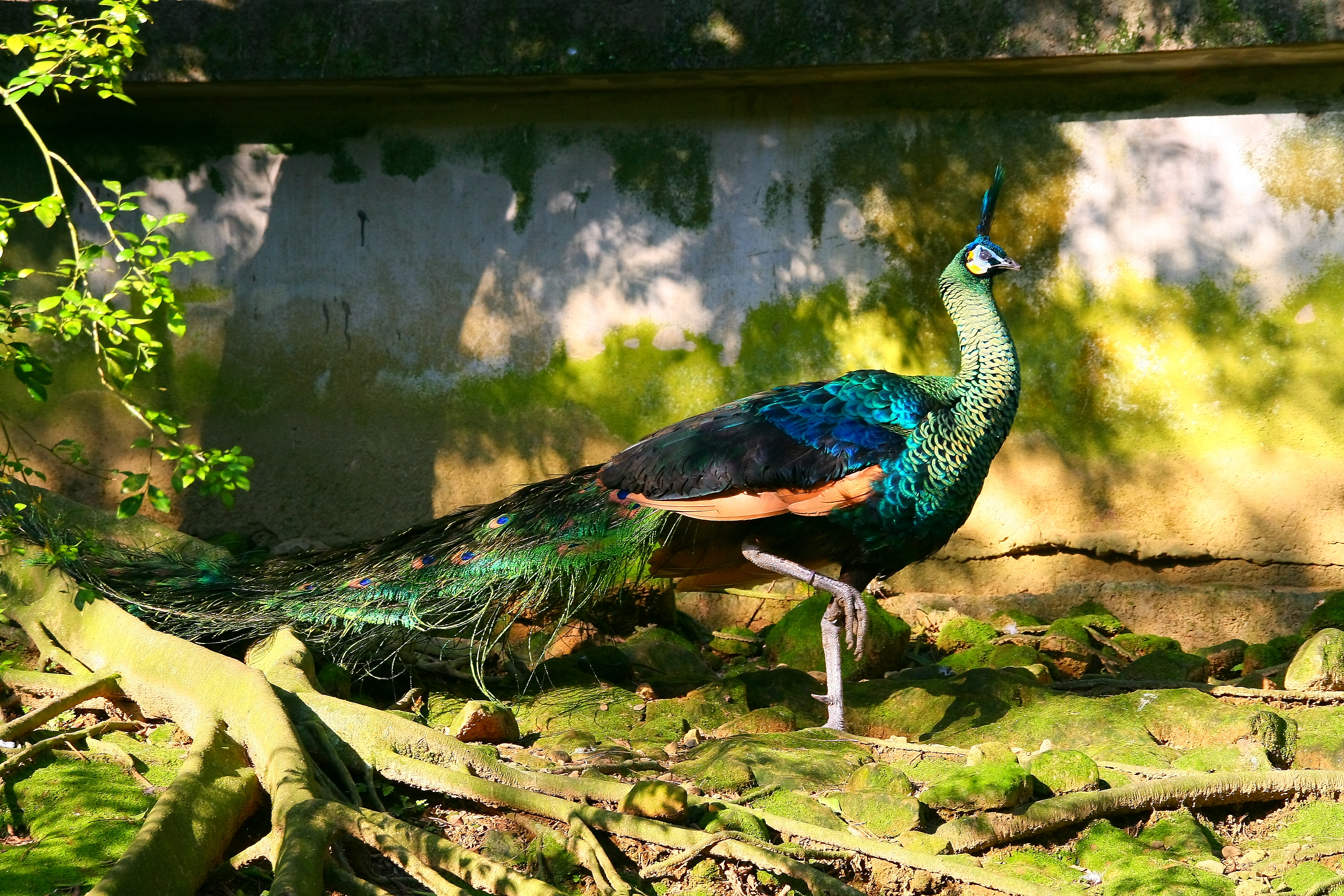
Tại Đài Loan

Công Việt Nam tương tự như phân loài muticus nhưng ở cổ nó có một màu xanh lá cây sẫm màu hơn và có nhiều sắc đen trên lông cánh và lớp lông thứ. Vùng da mặt là đậm hơn trong cách tô điểm màu so với đồng chủng. Kích thước chim công Việt Nam nhỏ hơn một chút so với công lam, công lục có vóc dáng nhỏ hơn công lam và phân biệt được khi công đã trưởng thành. Điểm phân biệt rõ nhất chính là mào lông trên đầu chúng. Mào lông của chim công nội như lưỡi liềm nhô cao khác với mào lông xòe ra như chiếc quạt xếp của chim công Ấn Độ. Công Ấn Độ còn khác với công Việt Nam ở hình dáng, trọng lượng và tính tình. Công nội có vành vàng ở mí mắt, nặng đến 12 kg và rất hung dữ, còn công ngoại mắt không có vành, trọng lượng tối đa chỉ 7 kg, bản tính nhu mì, yểu điệu.
Công đực rất hung dữ, công mái hiền lành, cũng không có lông. Khi chim trưởng thành (chim trống) chiều dài cơ thể có thể đạt tới 2,1 m. Trong đó bộ đuôi có thế tới 1,5m (ở thời kỳ 3–5 năm tuổi). Trọng lượng có thể đạt từ 8–12 kg/con. Công lớn nhanh, nuôi nửa năm nặng khoảng 2–3 kg, chim công trưởng thành nặng 5–7 kg, mào trên đầu được tạo thành bởi những chiếc lông cao khoảng 6–7 cm thịt chúng có độ thơm ngon của một thứ bát trân. Công má vàng là một trong nhưng loài chim đẹp nhất. Hoa văn trên lông chim công giống như những đồng tiền cổ nối liền nhau, màu sắc chủ yếu là vàng óng lộng lẫy.

### Bộ lông

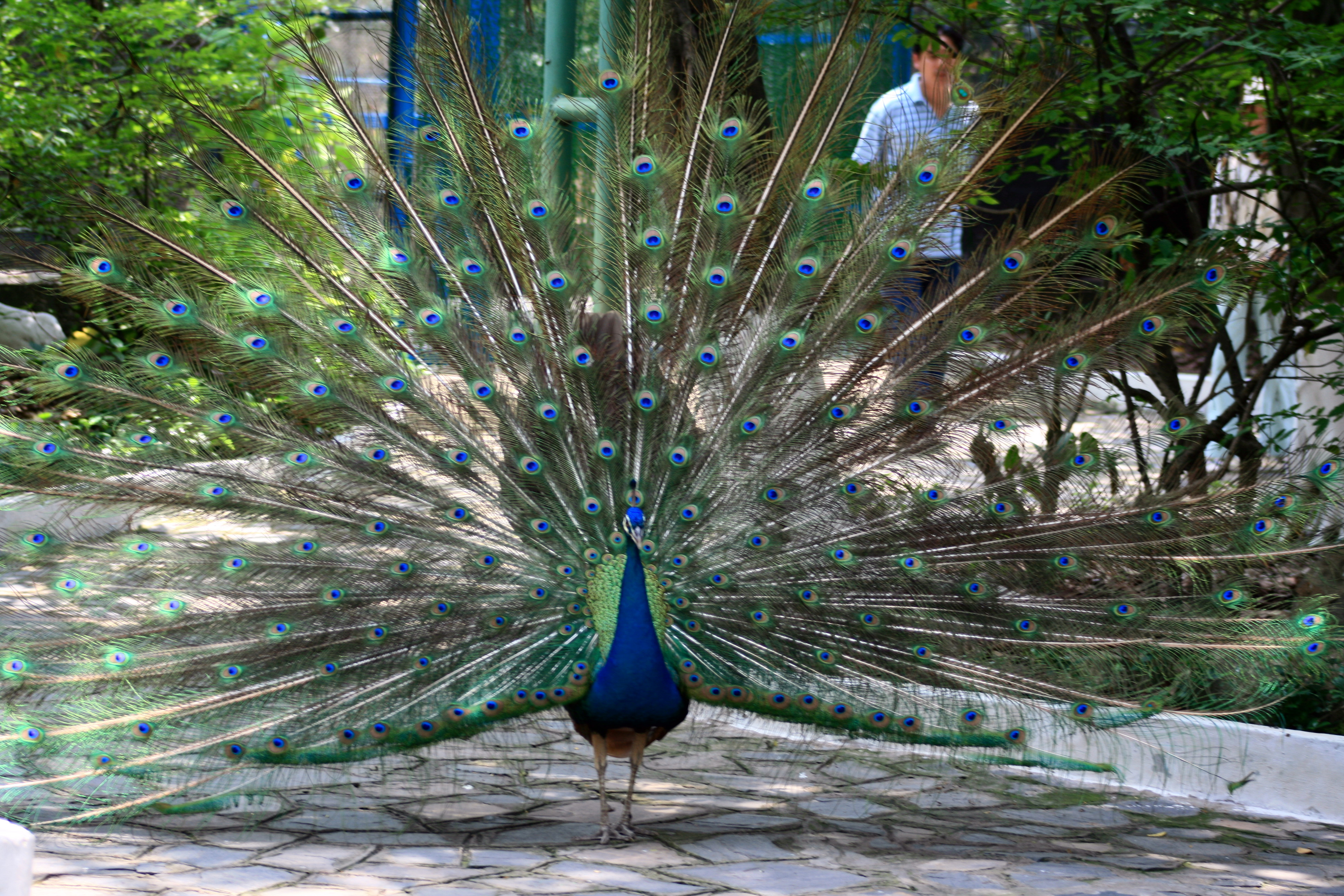
Một con công xanh Việt Nam đang múa tại Công viên văn hóa Đầm Sen

Chim công trống rực rỡ với cái đuôi xòe ra những họa tiết phức tạp cùng con mắt màu ngọc xanh, chim công mái lại rất bình thường, tương phản với vẻ đẹp của chim trống. Chim mái kích thước nhỏ hơn chiều dài cơ thể cũng ngắn hơn và sắc lông của chim mái không cuốn hút như chim trống, chim mái thường có bộ cánh xám tro, màu sắc không nổi bật. Lông vũ trên người công mái có màu nâu xám. Dựa vào những đặc điểm trên có thể phân biệt được chim trống và chim mái, nhưng thời điểm tốt nhất là chim từ 18 tháng tuổi trở lên, lúc này chim trống có biểu hiện rõ nhất về sự thay đổi ngoại hình, khi chim còn nhỏ ở độ tuổi từ 1–5 tháng tuổi rất khó phân biệt trống, mái.
Chim trống khi trưởng thành cơ thể dài lên tới 2,1m trong đó đuôi đã dài tới 1,5m. Chim trống dùng đuôi dài của mình xòe ra để làm vũ khí để thu hút quyến rũ bạn tình khi tới mùa sinh sản, mào trên đầu được tạo thành bởi những chiếc lông cao khoảng 6–7 cm, từ đầu tới thân có màu lam hoặc lục và chiếc đuôi dài khoảng 1,5m như chiếc váy dài, mỗi chiếc lông đuôi được điểm bởi một họa tiết rất giống hình con mắt có màu vàng, nâu, lam và đen. Mặt lông của chim trống còn có màu hoàng kim và màu lam (còn gọi là lông vũ của thiên sứ) với độ dài 6 tới 7 cm. Khi ánh sáng chiếu vào sẽ tỏa ra màu vồng óng ánh rực rỡ như cầu vồng.
Bộ lông vũ ấn tượng của chim trống giúp nó chinh phục công mái, điệu múa ve vãn khi nó xòe lông sẽ giúp nó chiếm bạn tình. Chim trống nào có bộ cánh ấn tượng hơn sẽ được chim mái chọn là bạn tình suốt mùa sinh sản (tháng 4 và 5 hàng năm). Ngoài cái đuôi rực rỡ điểm những con mắt xòe ra để thu hút bạn tình, nó còn là vũ khí tự vệ cho chim công khi gặp kẻ thù. Chúng sẽ thị uy và mê hoặc kẻ thù. Kích thước to hơn nhờ xòe lông cùng những con mắt như mê hoặc kẻ thù sẽ giúp chim công an toàn. Nếu gặp tình huống nguy hiểm, chim công còn có thể bay dù không cao và xa, nhưng đủ để thoát khỏi nanh vuốt kẻ thù.

## Tập tính

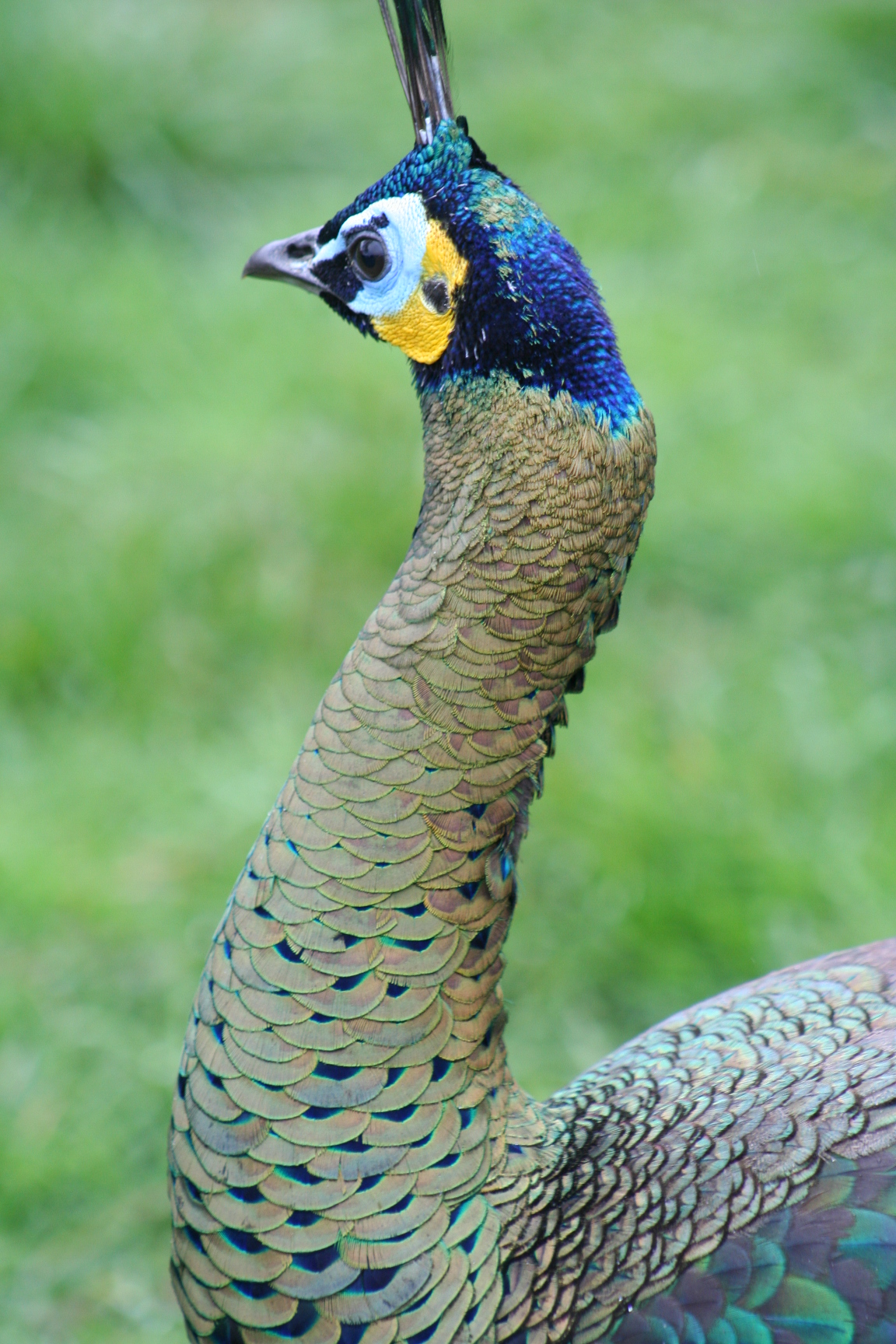
Công Imperator

Công trong tự nhiên thường thích sinh sống ở những khu rừng thưa, có cây cỏ rậm rạp, những cây gỗ cao thường dưới 1000m. Chúng được tìm thấy trong một loạt các môi trường sống bao gồm cả rừng nguyên sinh và rừng thứ cấp, cả hai vùng nhiệt đới và cận nhiệt đới, cũng như rừng thường xanh và rụng lá. Chúng cũng có thể được tìm thấy trong các khu vực có cây tre, đồng cỏ, thảo nguyên, cây bụi và cạnh đất nông nghiệp. Tại Việt Nam, môi trường sống ưa thích của công là rừng rụng lá khô gần nước và xa khu vực có tác động của con người.
Chim công rất thông minh, dạn dĩ, nếu nuôi thuần và chăm sóc chim từ nhỏ, chim công có thể thả ra, thả rông trong sân như gà mà không bay mất. Chim công dù đã thuần hóa nhưng chúng không mất đi sự hoang dã vốn có như sức sống, đề kháng cao, ít bệnh tật, là loài có nguồn gốc hoang dã nên công có sức đề kháng khá tốt, lại không dị ứng với cách nuôi nhốt. Công nặng đến 7-8 cân nhưng vẫn không thoát được cái tật cố hữu là sợ mèo, có ghi nhận khi một chú mèo mướp lẻn trộm vào. Mèo thấy công to lớn cũng chẳng dám động vuốt, nhe nanh mà chỉ bới nghịch chậu thức ăn nhưng làm cho cả đàn công sợ hãi. Một con công đực trưởng thành sợ quá cứ bay lên, lộn xuống rồi đập đầu vào mái chuồng mà chết.
Chim trống thường có biểu hiện xoè đuôi (múa) vào thời kỳ đầu của chu kỳ sinh sản (tháng 12 âm lich, kéo dài cho đến hết chu kỳ đẻ trứng của chim mái (tháng 6 âm lịch). Đây là thời gian mà người nuôi chim công sẽ được ngắm vẻ đẹp hoàn mỹ nhất của loài chim này (từ cử chỉ, hành động, sắc lông). Nhiều người xem công như bị thôi miên bởi điệu vũ của loài công vì con công đực dài đến hơn 2 m trong đó riêng bộ lông đuôi đã chiếm cỡ 1,5 m xòe ra cụp vào, lượn lên, lượn xuống lúc khoan, lúc nhặt, thời gian như lắng đọng, không gian như bị vô viên. Sau đó, công bắt đầu có hiện tượng rụng đuôi và thay lớp lông mới cho mùa sinh sản tiếp theo.
Thông thường, chim công đẻ vào cuối mùa xuân cho tới hết mùa hè, tuy nhiên, loài này không có khả năng ấp trứng. Đặc tính của loài chim công khi khoảng 2 đến 2,5 tuổi mới đẻ, mỗi năm sinh sản 4-5 lần, mỗi lần 5-7 trứng, ngày đẻ ngày nghỉ và hằng ngày thường hay đẻ vào tầm 17-18 giờ. Chim công phát triển trọng lượng rất chậm, chủ yếu là bộ lông. Trung bình chim công mái khi 2,5 tuổi có trọng lượng khoảng 4 kg, một con công mái đẻ mỗi năm 3 lứa khoảng 30-36 quả trứng, cho ấp điện 26-30 ngày thì nở. Công cái hai tuổi đã đẻ nhưng công đực phải ba tuổi mới có khả năng làm cha, công cái chỉ chịu ngừng sinh sản ở độ tuổi 25. Một chim mái mỗi năm đẻ được khoảng 40 trứng. Tỷ lệ ấp nở thành công là 70-75%, nếu cho gà ấp trứng công tỷ lệ thành công chỉ đạt 50%.

## Chế độ ăn

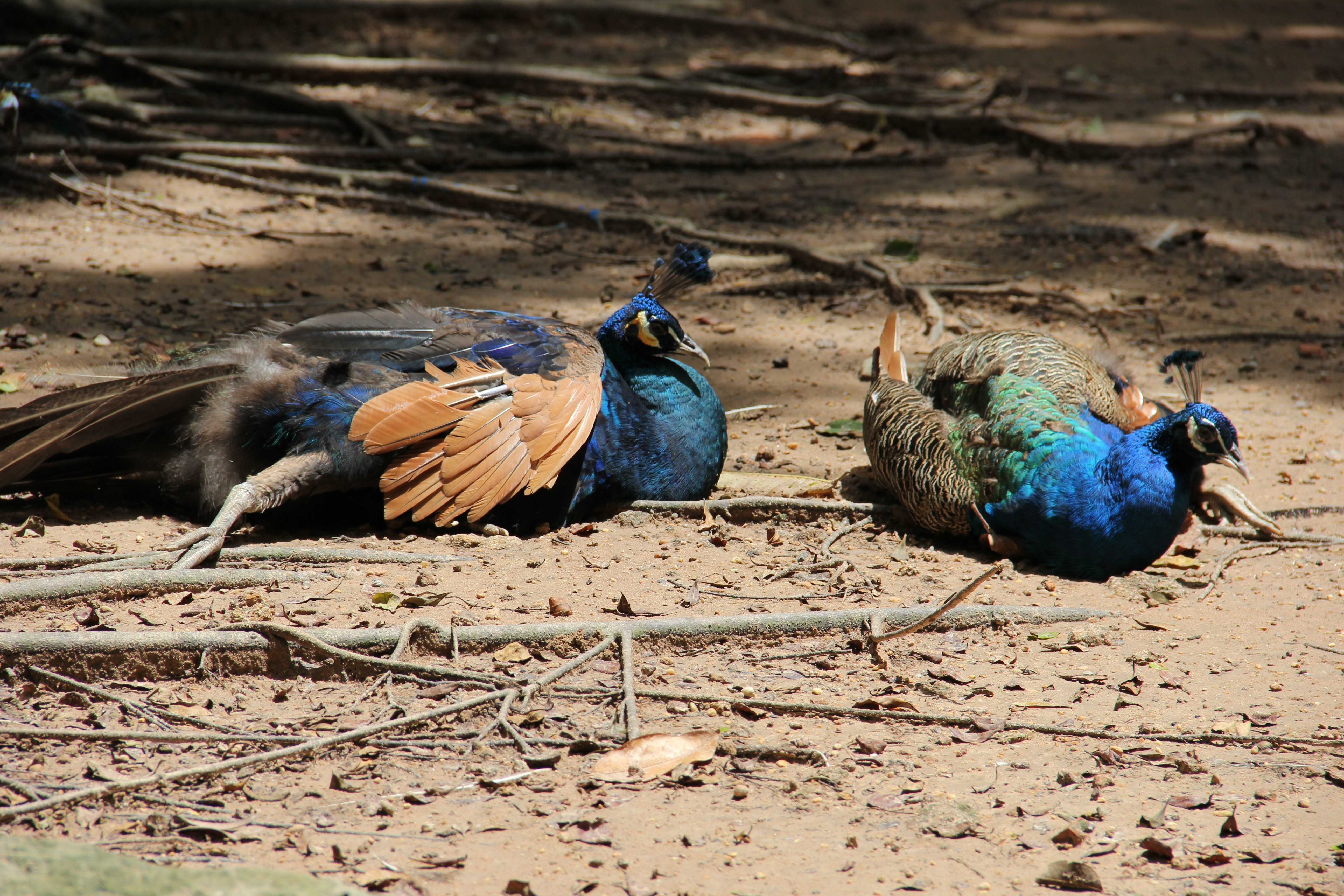
Một cặp công xanh Việt Nam tại Khu du lịch Đại Nam

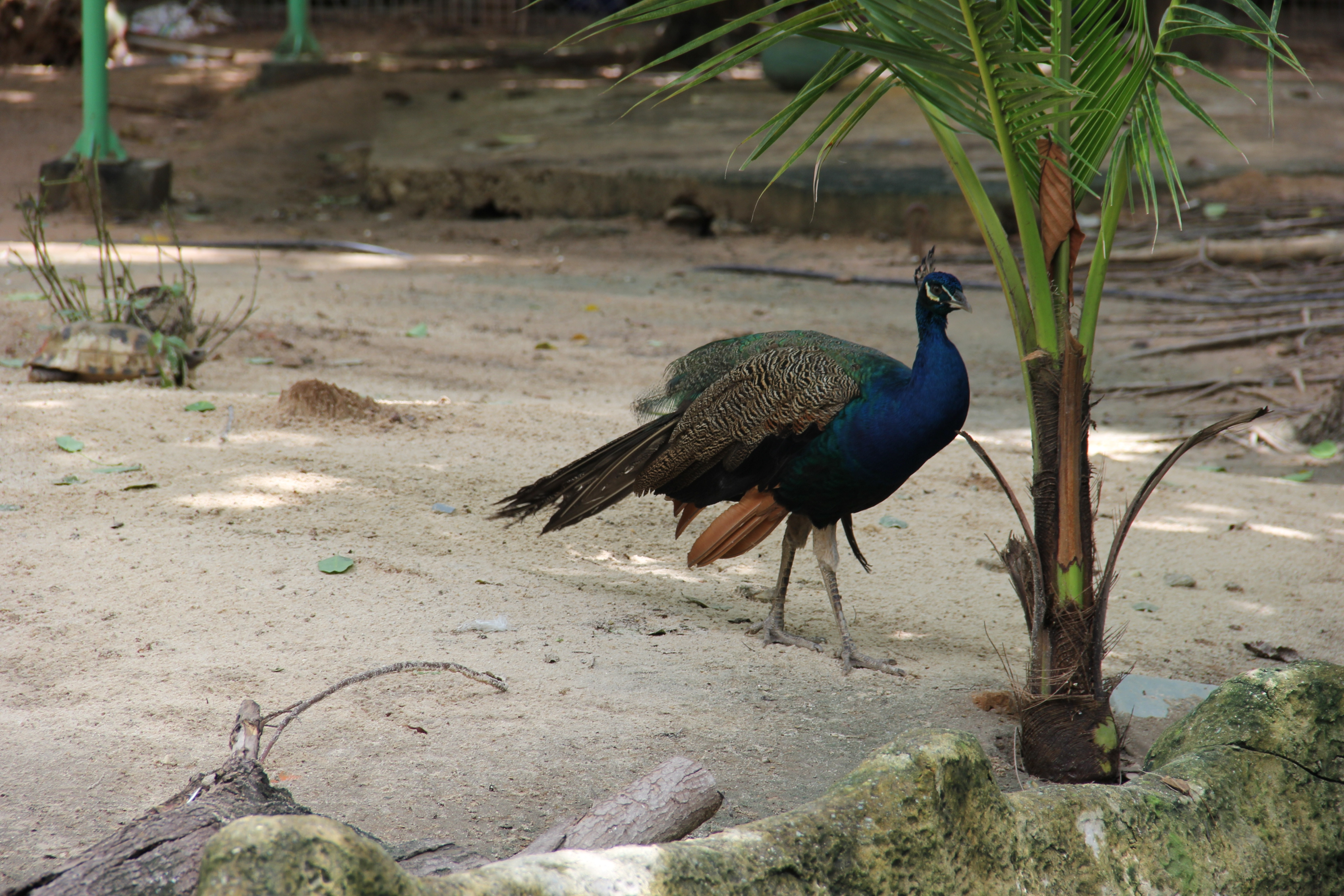
Một con công xanh Việt Nam tại khu du lịch Đại Nam

Công là loài ăn tạp, thiên về thực vật, chủ yếu là thóc, ngô và rau xanh, cỏ chiếm 60%. Thức ăn cũng dễ kiếm, chúng thường được nuôi bằng ngô, đậu, sắn, rau cỏ, rắn, ốc, thực vật, rau xanh, thóc, lúa, đậu nành, đậu phộng và cho ăn dặm một số loại trái cây như chuối, thanh long, tỏi đập dập (để tăng sức đề kháng), món tươi như cá sống. Công còn thích ăn lạc, ăn ngô và nhất là chuối chín. Vốn chúng chỉ thích ăn những thứ thơm tho, công không chỉ biết ăn mà còn nghiện tỏi, thức ăn ưa thích của công còn là các cây họ đậu, rau dại, rau muống được rửa sạch, phơi héo, băm nhỏ, có thể kết hợp với cám tổng hợp dùng cho gia cầm (cám gia cầm, cám công nghiệp) hay có thể tự sản xuất rau, đánh bắt cá, tép nhỏ cho nó
. Lượng đồ ăn mỗi bữa cho chim công chỉ bằng 1/3 của gà. Trung bình, một con chỉ ăn khoảng 50 gram thức ăn mỗi ngày, chỉ bằng 1/3 lượng thức ăn của gà.
Ngày cho công ăn 2 lần, buổi sáng cho ăn tinh bột, chiều cho công ăn các loại rau đã rửa sạch và phơi héo, công non nở ra được cho ăn cám cò đến 2 tháng tuổi mới chuyển sang ăn ngô, thóc, một tháng đôi lần cho chúng lúc tôm tươi, dế mèn sống, vài quả trứng vịt lộn luộc để bổ sung đạm, calci con mới nở thì khẩu phần ăn là 100% cám gà tổng hợp. Sau 30 ngày tuổi, có thể pha thức ăn theo tỷ lệ 70% cám tổng hợp 30% ngô hoặc thóc nghiền. Chim công 6-8 tháng tuổi thì tỷ lệ cám tổng hợp chỉ còn 50% và cho công ăn bổ sung các loại rau xanh thái nhỏ như rau ngót, cải. Khi công đến tuổi trưởng thành, có thể cho ăn cám tổng hợp và các loại ngũ cốc nguyên hạt như ngô, thóc, nhiều rau xanh để tăng sức đề kháng, giúp công có bộ lông bóng mượt, màu sắc rực rỡ. Nước sử dụng phải là nước sạch, chim non nên dùng nước đun sôi để nguội.

## TạiViệt Nam
Chúng được xếp vào nhóm 2B (động vật đặc biệt quý hiếm, nghiêm cấm khai thác, sử dụng vì mục đích thương mại). Nếu muốn nuôi tại nhà, người chủ phải được giấy phép nuôi từ cơ quan chức năng và không được sử dụng với mục đích kinh doanh, giết thịt. Việc nuôi chim ngày càng phổ biến, trại nuôi chim ở nhiều nơi phục vụ cho nhu cầu trang trí, làm cảnh, làm thức ăn, du lịch, để thưởng ngoạn. Hiện nay có 2 loài chim công phổ biến là công lục còn gọi là công má vàng và loài Công du nhập từ Ấn Độ về được thuần hóa đến nay đã thích nghi với điều kiện và khí hậu của Việt Nam.

### Quan niệm
Chúng xuất hiện trong các bộ tranh phong thủy, các tác phẩm thêu thùa, chim công còn là biểu tượng của cuộc sống gia đình, hôn nhân, giàu có, sung túc, loài chim này trở thành vật phong thủy, giúp điều hòa âm dương mang lại sự may mắn và thịnh vượng cho gia chủ. Quan niệm của nhiều người là mua những sợi lông đồng tiền của chim công về treo trong nhà theo thuật phong thủy vì khi đi lông công chạm đất hút khí âm, còn khi múa lông dựng lên trời hấp khí dương, đồng tiền màu xanh trên lông công biểu hiện tài lộc. Nhiều người cho rằng, lông chim công có thể hút năng lượng từ trời đất, nên để dùng điều hòa âm dương trong nhà, cơ quan, văn phòng, cửa hàng kinh doanh, có thể lấy lại hòa khí.
Trước đây người ta còn dùng lông chim công làm đồ trang sức. Cắm lông chim công vào bình là cách trang trí nhà cửa được yêu thích. Nhiều người thường đặt bình đựng lông công cạnh bàn thờ ông Địa, Thần Tài hay gắn ngoài cửa chính với mục đích xua đuổi tà khí và thu hút tài lộc. Nhiều người săn cả cặp chim công làm quà biếu Tết, lông đuôi chim công đáp ứng được yêu cầu làm quà Tết, lại phù hợp với giới kinh doanh tin phong thủy. Nhiều thợ rừng giết cả con công chỉ chặt lấy phao câu có dính bộ đuôi để làm vật phẩm thờ cúng, nó là con vật nuôi được nhiều người làm ăn buôn bán săn lùng.

### Nuôi chim

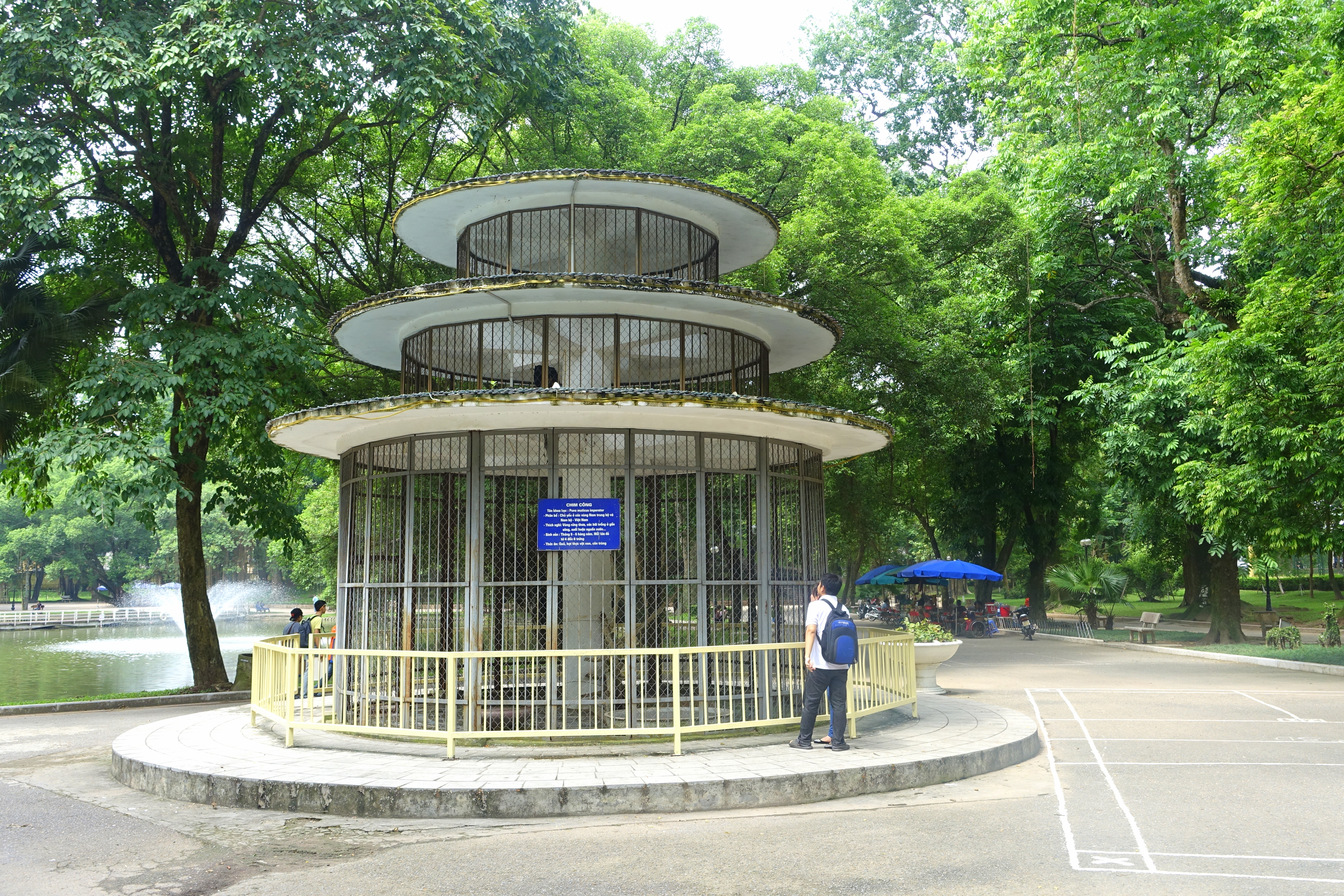
Lồng nuôi chim công ở Vườn bách thảo Hà Nội

Công là loài động vật có nguồn gốc hoang dã song nuôi loài này không quá khó. Chuồng trại chỉ cần thoáng mát, kiên cố, kín để tránh chim bay đi, tường xây bằng gạch xi măng, mái lợp bờ lô, xung quanh vây lưới B40, diện tích tổng cộng không quá một sào Bắc bộ. Chim công mang giá trị kinh tế cao, giá bán tương đối ổn định, đầu tư ít, chuồng trại đơn giản, nhân giống nhanh, nuôi chúng cũng dễ như nuôi gà, tỷ lệ nuôi sống cao, thức ăn đơn giản, dễ kiếm, chi phí thức ăn cho một con chim công trong một năm chỉ khoảng 200.000 đồng, mỗi năm, công thay lông đuôi một lần, khoảng 50-70 chiếc. So với nuôi các loài khác, mức thu nhập từ chim công cao gấp 4-5 lần Ở Việt Nam chim công thường được nuôi tập trung trong chuồng trại theo mô hình công nghiệp, mô hình nuôi công đang được áp dụng ở một số vùng phía Bắc.
Chúng có sức đề kháng tốt, có thể chống chọi được với các loại bệnh thông thường. Chim công cũng có thể nhiễm một số bệnh như gia cầm như đi ngoài, cúm, nhưng nhờ sức đề kháng tốt, công rất ít khi bị bệnh, ít bị bệnh đường ruột và hô hấp, nên tiêm phòng cho công như gia cầm, thường xuyên rải men vi sinh khắp chuồng trại, thiết kế thêm một chuồng phụ để chăm sóc riêng chim công bị bệnh tránh lây nhiễm cho các cá thể khác. Không gian nuôi chim công phải luôn khô thoáng để phòng tránh bệnh. Dùng cát vàng rải nền chuồng để hút ẩm giúp công không bị bẩn và phòng ngừa giun, sán, có phần sân phía trước để công có chỗ tắm nắng, vận động.
Điều quan trọng trong nuôi chim công là thức ăn phải sạch, vệ sinh chuồng trại theo định kỳ và tiêm ngừa vắc xin, vệ sinh chuồng trại không kỹ nên chim công bị nấm dưới móng chân dẫn đến liệt rồi chết. Đây là bệnh chim công thường gặp phải nhất, người nuôi hằng ngày phải tỉ mẩn quan sát từng con. Nếu nhìn mắt chim công tinh anh, lanh lợi thì con đó khỏe mạnh, còn những con ban ngày ủ rũ đứng một mình, ban đêm thở nhanh và gấp là đang bị bệnh.Chỉ cần nhìn vào mắt công là biết chúng khỏe hay yếu. Mắt nhanh, long lanh như hai giọt nước là khỏe còn lờ đờ, chậm chạp thì phải tìm nguyên nhân.

### Sự kiện

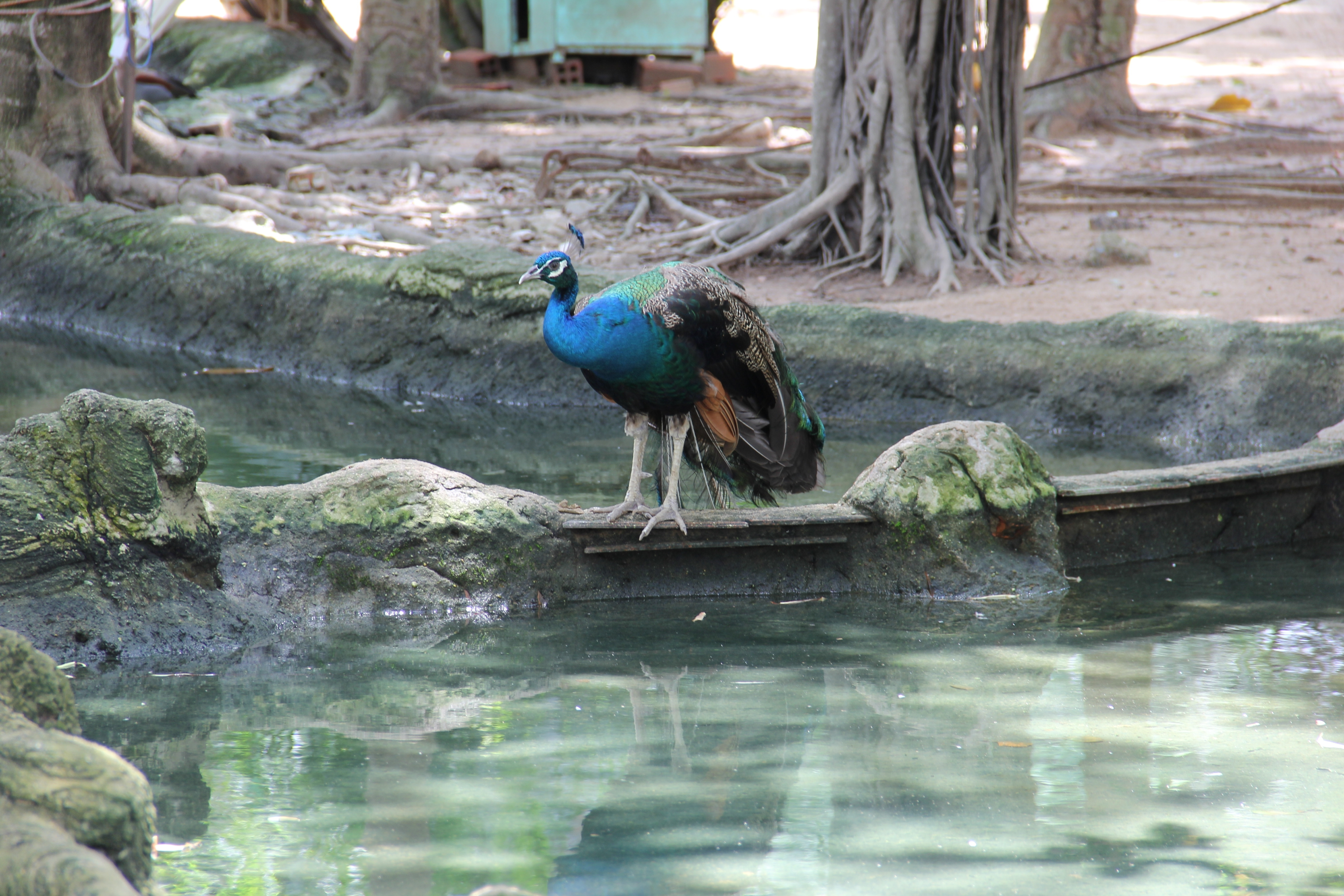
Công xanh Việt Nam

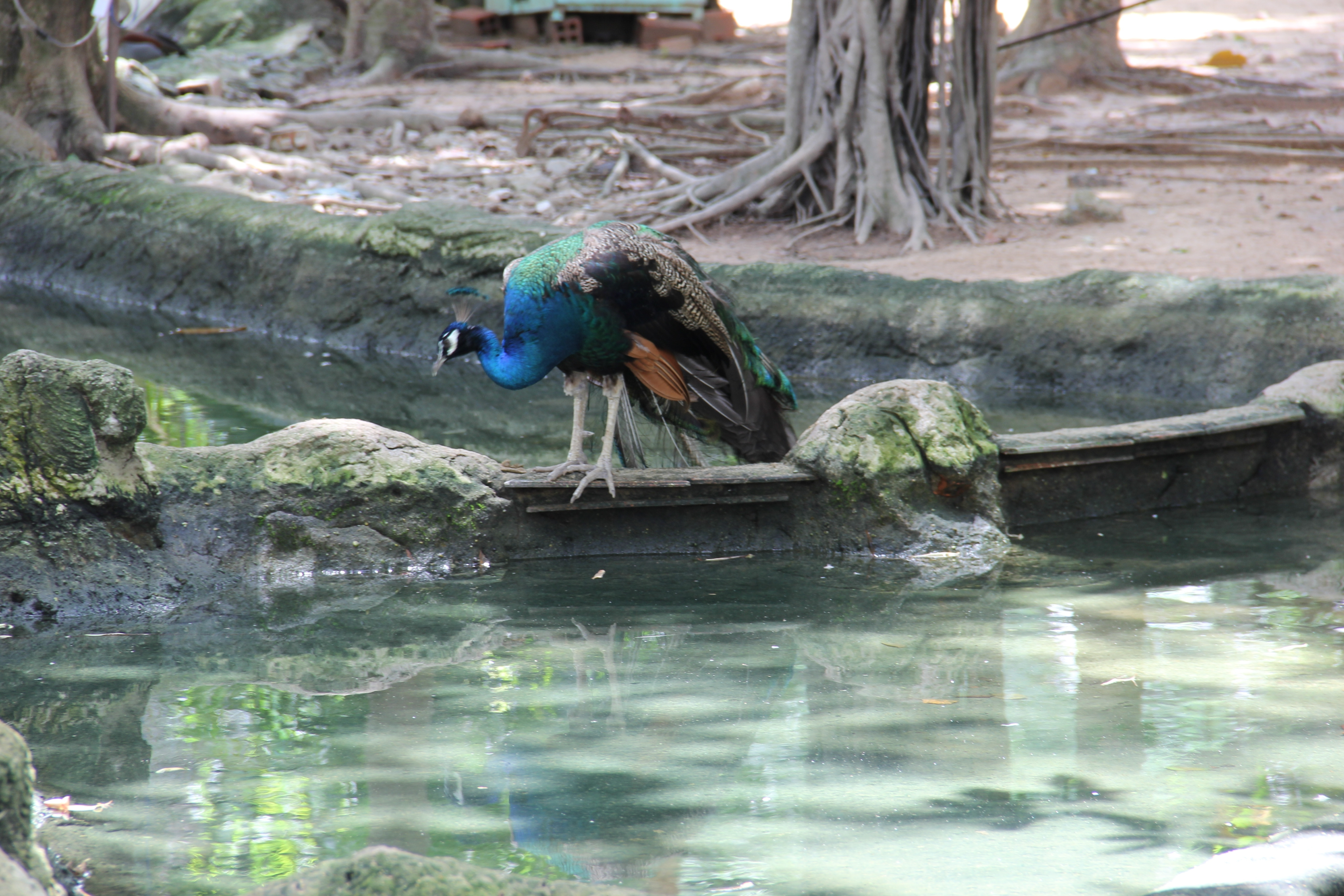
Công xanh Việt Nam tại Đại Nam

Xảy ra vụ việc chim công quý hiếm lạc giữa phố ỏ thành phố Hồ Chí Minh. Vào tháng 10 năm 2016, một con công to lớn đậu trên sân thượng một nhà dân trên đường Trần Quốc Thảo, Quận 3, đây là con chim trống, con chim này có kích thước khá lớn, cao chừng nửa mét, dài khoảng một mét, đầu có mào cao, lông sặc sỡ, óng ánh nó quanh quẩn ở đây 2 ngày nay rồi nhưng không ai lại gần được, nó thong dong đi lại trên mái nhà khá lâu, tiếp tục đi loanh quanh trong nhiều giờ. Vài thanh niên trèo lên sân thượng vây bắt nhưng chim nhảy sang nhà khác. Gần chục thanh niên làm công trình cạnh đó dùng gậy chia nhau xua đuổi, vây bắt khổng tước nhưng không thành, đến 12h chim bay mất. Nhiều người đã leo lên nóc nhà để nhìn tận mắt chim công và quay phim, chụp hình. Một số thanh niên gần đó đã lên bắt con công này nhưng không được do chim bay quanh quẩn trên sân thượng, mái nhà nhà dân, thấy động, chim công bay sang và len lỏi vào bụi cây của mái nhà bỏ hoang gần đó kiếm ăn và đứng ở đây nhiều giờ đồng hồ
Người dân gọi điện báo cho Thảo Cầm Viên Sài Gòn tới bắt. Các nhân viên của đơn vị này sau đó đã xuống vị trí chim đậu, tìm cách tiếp cận. Thấy động, con chim tiếp tục bay trên mái nhà dân. Sau hơn một ngày bay lạc vào khu dân cư, chiều hôm sau chim công có dấu hiệu đuối sức, bay đậu trên khu vực cửa sổ của một tòa nhà, chim đã nhiều lần bay qua lại đuối sức, rồi lao vào một bức tường, rơi xuống đất, nhân viên mang vợt, bao tải đã vào khu vực phía trong tòa nhà tiếp cận thì chim công vươn cánh bay được một đoạn rồi sà xuống vỉa hè. Khi họ cầm vợt đến gần thì chú chim bay từ dây điện sang một sân thượng cạnh đó, Nhiều lần bay qua lại tránh né, chim công tỏ ra đuối sức, chậm chạp rồi đâm sầm vào một bức tường, rơi xuống đất. Nhân viên nhanh tay dùng vợt bắt lấy chim trên đưa về Thảo cầm viên Sài Gòn chăm sóc nhờ sự hỗ trợ của lực lượng chức năng Phường 7.
Con chim sau khi bị bắt có tình trạng mệt mỏi, kiệt sức vì đói. Các nhân viên sau đó đưa con chim về cho ăn, chăm sóc nên sức khỏe con vật đã tương đối tốt, ổn định, ăn uống tốt, được nuôi cách ly để theo dõi thể trạng và đánh giá sức khỏe. Dự định nuôi dưỡng, chăm sóc, sau đó, cho lai tạo để giống chim này được tăng cường phục vụ cho người dân đến xem.
Sau đó, một sư thầy ở Vĩnh Long có đến nhận là chủ con công bị mất trộm, trong chùa Sơn An có nuôi bốn con chim công, trị giá mỗi con khoảng 20 triệu đồng. Đây là loại chim quý hiếm được nuôi dưỡng khá lâu trong khuôn viên chùa. Giống vật này sư xin được từ một người bạn ở Miền Trung và đem về nuôi đã được 3 năm khi chúng còn nhỏ. Cách đây khoảng 2 tháng bị kẻ lạ đột nhập bắt mất ba con (2 con chim trống và một con chim mái). Vụ việc mất chim, chùa đã báo lên công an địa phương, Công an xã Thanh Đức (huyện Long Hồ, tỉnh Vĩnh Long) đã xác nhận vụ mất trộm. Trụ trì chùa Sơn An đến để nhận lại chim. Tuy nhiên, chim công thuộc nhóm động vật rừng nghiêm cấm khai thác, sử dụng vì mục đích thương mại, chủ sở hữu cần phải chứng minh được nguồn gốc kèm các thủ tục pháp lý, đến cơ quan có thẩm quyền đăng ký